# 凯扎克
凯扎克（法語：Quézac，法語發音：[kezak]）是法国康塔尔省的一个市镇，属于欧里亚克区。

## 地理
凯扎克（44°44'52"N, 2°11'9"E）面积16.43 平方千米，位于法国奥弗涅-罗讷-阿尔卑斯大区康塔爾省，该省份为法国中南部省份，位于法國中央高原中心，北起科雷兹省、上盧瓦爾省和多姆山省，西接洛特省和科雷兹省，南至阿韦龙省和洛特省，东临上盧瓦爾省和洛泽尔省。
与凯扎克接壤的市镇（或旧市镇、城区）包括：莫尔斯、圣艾蒂安德莫尔斯、圣于连德图尔萨克、洛雷斯、圣西尔格、圣伊莱尔。

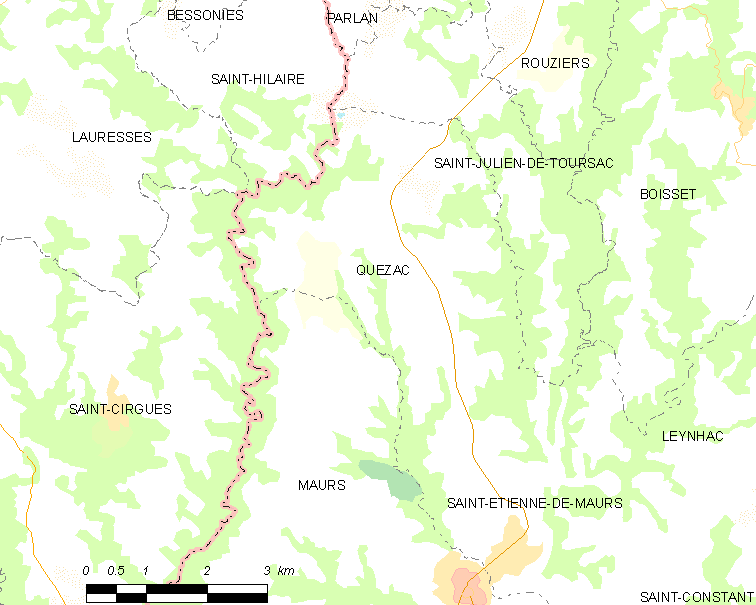
凯扎克的OSM定位图

凯扎克的时区为UTC+01:00、UTC+02:00（夏令时）。

## 行政
凯扎克的邮政编码为15600，INSEE市镇编码为15157。

## 政治
凯扎克所属的省级选区为莫尔斯县。

## 人口

1962-2008年间凯扎克人口变化图示

凯扎克于2022年1月1日时的人口数量为347人。